# Eduardo de Westminster
Eduardo de Westminster (Londres; 13 de octubre de 1453 - Tewkesbury; 4 de mayo de 1471), también conocido como Eduardo de Lancaster, era el hijo de Enrique VI y Margarita de Anjou. Fallecido a los 17 años en la batalla de Tewkesbury, es el único príncipe de Gales y heredero al trono británico muerto en combate.

## Primeros años de vida
Hijo único del rey Enrique VI de Inglaterra y su consorte, Margarita de Anjou, nació en el Palacio de Westminster. Su padre sufría en ese momento de una enfermedad mental y hubo rumores de que el príncipe había sido el resultado de una relación entre su madre y un amante anónimo. Sin embargo, no se conocen amantes reconocidos de la reina y Enrique no debió dudar demasiado de su paternidad puesto que Eduardo fue investido Príncipe de Gales en el castillo de Windsor en 1454, al año siguiente a su nacimiento. Eduardo fue educado por su ambiciosa madre, una de las protagonistas de la Guerras de las Dos Rosas.

## Rol público
Después de la derrota de los Lancaster y de la ascensión al trono de Eduardo IV de Inglaterra, un York, Enrique VI fue hecho prisionero pero Margarita y su hijo consiguieron huir a Escocia y Gales antes de refugiarse en Francia. Margarita se alió con el renegado Ricardo Neville, conde de Warwick, y el príncipe Eduardo se desposó con Ana Neville, la hija más joven de Warwick, en diciembre de 1470 (aunque existen algunas dudas sobre si el matrimonio se llegó a solemnizar).
Warwick venció al nuevo rey Eduardo IV de Inglaterra y volvió a poner en el trono a Enrique VI. Sin embargo, cuando Margarita, su hijo y su esposa volvieron a Inglaterra, la situación cambió. Warwick había sido vencido y asesinado en la batalla de Barnet, Eduardo IV de Inglaterra había vuelto a ocupar el trono, y el inexperimentado príncipe dirigió, a instancias de su madre, al resto de las tropas en la batalla de Tewkesbury con pocas esperanzas de éxito. El príncipe murió en la batalla o, según un rumor, durante una masacre de prisioneros. 
Está enterrado en la abadía de Tewkesbury. Pocas semanas después, Enrique VI era asesinado en la Torre de Londres.

## Sucesión
| Predecesor: Enrique V de Inglaterra | Príncipe de Gales 1453–1471 | Sucesor: Eduardo V de Inglaterra |